# Tarifgemeinschaft deutscher Länder
Tarifgemeinschaft deutscher Länder (skrót: TdL, pol. Wspólnota Niemieckich Krajów Związkowych ds. Układów Zbiorowych) – niemiecka organizacja pracodawców. 
W trakcie negocjacji ze związkami zawodowymi o zawarcie i zmianę układów zbiorowych reprezentuje pracodawców – niemieckie kraje związkowe. Jest jedną z trzech organizacji w Niemczech będących stronami układów zbiorowych zawieranych dla pracowników służb publicznych (obok Federalnego Ministerstwa Spraw Wewnętrznych zawierającego układy dla pracowników federalnych jednostek administracji oraz zrzeszenia pracodawców komunalnych - Vereinigung der kommunalen Arbeitgeberverbände, właściwego w sprawach układów zbiorowych dla pracowników komunalnych jednostek administracji: miast, gmin i powiatów).
Po stronie niemieckich pracodawców publicznych przez wiele lat istniała praktyka wspólnego zawierania układów zbiorowych ze związkami przez wszystkie trzy placówki, dla pracowników wszystkich służb publicznych. W 2003 r. TdL walnie przyczyniła się do przełamania tego zwyczaju, wypowiadając związkom niektóre postanowienia układów, w szczególności dotyczące czasu pracy, wynagrodzeń okazjonalnych (urlopowych i bożonarodzeniowych). Związki zawodowe zrzeszające pracowników zatrudnionych w administracji publicznej - ver.di oraz dbb-Tarifunion odmówiły w związku z tym prowadzenia negocjacji z TdL na temat nowego układu zbiorowego dla służb publicznych – Tarifvertrag öffentlicher Dienst (TVöD), który miał zastąpić przestarzały układ BAT. Dlatego też 1 października 2005 TVöD wszedł w życie tylko z mocą dla pracowników administracji federalnej i komunalnej, podczas gdy do zatrudnionych przez kraje związkowe nadal stosuje się BAT.
Dopiero 19 maja 2006 TdL oraz związki ver.di i dbb beamtenbund und tarifunion doszły do porozumienia w sprawie wejścia w życie TVöD także w zakresie krajów związkowych.